# Ír font
Az ír font (írül: punt Éireannach, jele: £ vagy IR£, ISO-kódja: IEP) Írország 2002-ig hivatalos fizetőeszköze, valutája; váltópénze a pingin. 1999. január 1-jétől bevezették ugyan az eurót, de 2002 elejéig nem került készpénzforgalomba. Nem tévesztendő össze az Egyesült Királysághoz tartozó Észak-Írországban, brit font sterlingben négy kereskedelmi bank, a Bank of Ireland, a First Trust Bank, a Danske Bank (ex Northern Bank) és az Ulster Bank által jelenleg is kibocsátott papírpénzekkel.

## Története
Az 1922-től függetlenné vált Írországban egészen 1928-ig Nagy-Britannia érméit, valamint a brit kincstár 10 shillinges és 1 fontos államjegyeit, továbbá a Bank of England és a bankjegy kibocsátási joggal rendelkező ír kereskedelmi bankok papírpénzeit használták.
1928-ban került forgalomba az ír font, mely árfolyamát 1 : 1 alapon a brit font sterlinghez kötötték, és font sterlingre szabadon átváltható volt. A valuta a brit font sterlinghez hasonlóan nem tízes számrendszerű volt, 1 ír font = 4 crown = 10 florin = 20 shilling = 240 penny = 960 farthing). Az érmék nyolc címletben kerültek forgalomba: 1/4 penny, vagy farthing, 1, 3, 6 penny, 1 shilling (12 penny), florin (24 penny), 1/2 crown (30 penny). 1966-ban egy emlék 10 shillinges érmét bocsátottak ki. 
Az ír fontot 1971. február 15-től alakították tízes számrendszerűvé, ekkortól 1 font = 100 pennyvel. Érmékből ekkor 1/2, 1, 5, 10 és 50 pennys került forgalomba, a 20 pennyst 1986-ban, az 1 fontos érmét pedig 1990-ben vezették be.
Az ír font 1979. március 30-ig nem rendelkezett önálló árfolyammal, hanem az 1 : 1 arányban a brit font sterlingéhez volt kötve. 1979. március 30-tól, az ír font önálló árfolyamának bevezetésétől a valuta leértékelődött, árfolyama az euró bevezetéséig már alacsonyabb volt a font sterlingénél.

## Bankjegyek

### Currency Commission - Irish Free State / Coimisiún Airgid Reatha - Saorstát Eireann
Az önálló ír állami papírpénz kibocsátás 1928. szeptember 10-én vette kezdetét.

#### A-sorozat (1928-1937)
Az első ír állami papírpénz sorozat, az A-sorozat (Series A Banknotes / Nótaí bainc sraith A) 10 shilling, 1, 5, 10, 20, 50 és 100 fontos címletekből állt. A bankjegyek előoldalára egységesen az Írországot megszemélyesítő nőalak, Hibernia portréja került, két, kissé eltérő változatban, ezek közül az egyik a 10 shillinges, 1 és 5 fontos, míg a másik pedig a nagyobb, 10, 20, 50 és 100 fontos címleteken látható. Hibernia portréját Sir John Lavery (1856-1941) neves ír festő készítette, modellje felesége, Lady Hazel Lavery (1880-1935) volt. A címletek hátoldalára egy-egy ír folyót jelképező szoborfej, folyó-maszk (river mask) került, melyek eredetije a dublini Custom House homlokzatát díszíti. A 10 shillinges hátoldalán a Blackwater, az 1 fontoson a Lee, az 5 fontoson a Lagan, a 10 fontoson a Bann, a 20 fontoson a Boyne, az 50 fontoson a Shannon, a 100 fontoson pedig az Erne folyót megszemélyesítő szoborfej látható. A biztonsági elemeket a metszetmélynyomtatás (intaglio technika), a színes ofszet alapnyomat és a vízjel (Lady Lavery portréja) alkották. Az A-sorozaton 1928 és 1937 között az Irish Free State / Saorstát Eireann - Ír Szabadállam felirat szerepelt. 

### Currency Commission / Coimisiún Airgid Reatha - Consolidated Bank Notes (1929-1952)
Az ír állami papírpénz kibocsátást követően, 1929-től az addig exkluzív bankjegy kibocsátási joggal rendelkező nyolc ír kereskedelmi bank is egy egységes, 1, 5, 10, 20, 50 és 100 fontos címletekből álló, csak felirataiban eltérő szériát bocsátott ki, mely előoldalán egységesen egy lovakkal szántő férfi (Ploughman) került, ezért nevezték szántóvető sorozatnak (Ploughman series). A hátoldalakon egy-egy neves dublini középület látható. A kereskedelmi banki papírpénz kibocsátás joga 1940-ben szűnt meg, de maguk a címletek egészen 1952-ig forgalomban maradtak, bevonásukra csak ekkor került sor. Méretük megegyezett az állami A-sorozatéval, biztonsági elemeik: metszetmélynyomtatás (intaglio technika), ofszet alapnyomat, vízjel.

#### Ulster Bank

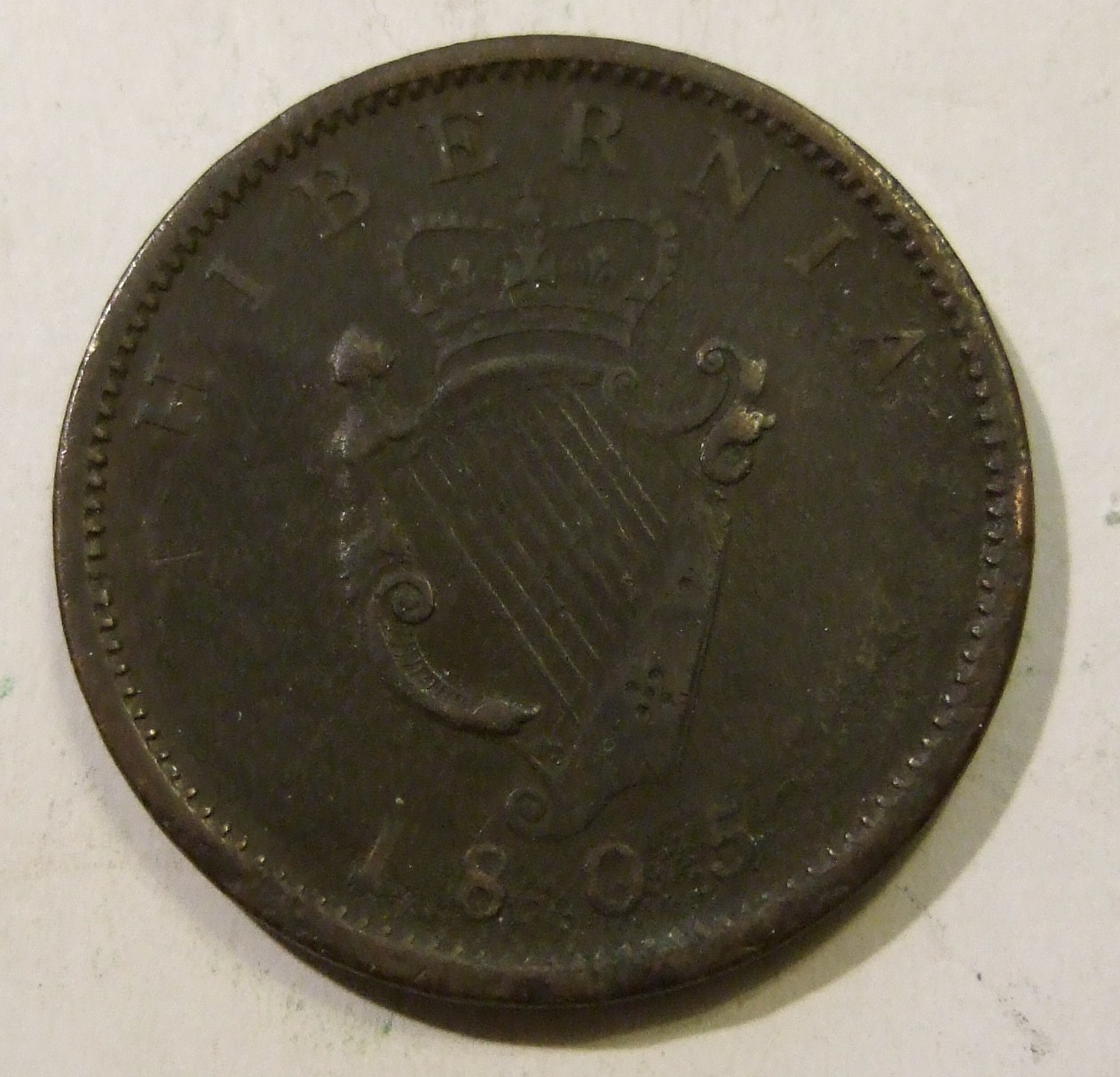
III. György brit király 1805-ös ír 1 pennys érméjének hátoldala, az előoldalon az uralkodó portréja szerepelt.